# Сосновый Бор (Курская область)
Сосновый Бор — посёлок станции в Беловском районе Курской области. Входит в Беличанский сельсовет.

## География
Посёлок находится недалеко от реки Псёл, в 83 км к юго-западу Курска, в 16 км к северо-западу от районного центра — Белая, в 3 км от центра сельсовета — Белица.
Климат
Сосновый Бор, как и весь район, расположен в поясе умеренно континентального климата с тёплым летом и относительно тёплой зимой (Dfb в классификации Кёппена).

## Население
| 2002 | 2010 |
| ---- | ---- |
| 77   | ↘60  |

## Инфраструктура
Личное подсобное хозяйство. В посёлке 54 дома.

## Транспорт
Сосновый Бор находится в 0,5 км от автодороги регионального значения 38К-028 (Обоянь — Суджа), в 3,5 км от 38К-029 (38К-028 — Белая), на автодороге межмуниципального значения 38Н-519 (38К-028 — станция в окрестностях п. Сосновый Бор), в 0,2 км от ближайшей ж/д станции Сосновый Бор (линия Льгов I — Подкосылев).